# Chaim Ozer Grodzinski
Chaim Ozer Grodziński (Reb Chaim Ozer ou Chaim Ozer Grodzensky), né le 24 août 1863 à Iwie (Biélorussie) et mort le 9 août 1940 à Vilnius (Lituanie) est un rabbin, une des plus grandes autorités décisionnaires (Posseq) de la loi juive (Halakha) dans le judaïsme orthodoxe de la fin du XIXe siècle et de la première moitié du XXe siècle.  Son titre officiel est Av Beth Din de Vilnius. 
Il est l'un des fondateurs du mouvement politique et religieux ultra-orthodoxe et antisioniste,Agoudat Israel (Union d’Israël) créée en 1912 en Pologne dont il fut le pilier tout au long de sa vie.

## Biographie
Chaim Ozer Grodzieński est né le 24 août 1863 (9 Eloul 5623) à Iwie, une petite ville près de Vilnius, alors occupé par l'Empire russe, aujourd'hui en Biélorussie. Il est le fils de Rivka et de Dovid Shlomo Grodzinski  et fait partie d'une fratrie de 10 enfants, dont Rysha Goskind, Tzvi Hirsch Grodzieński et Léa Kossovsky.
Dovid Shlomo Grodzinski est né en 1830 à Iwie et est mort en 1904 à Vilnius, alors en Pologne.
Dovid Shlomo Grodzinski est le rabbin (Av Beth Din) de Iwie, ayant succédé à ce poste à son propre père.
Rivka Elka Grodzensky (Einhorn) est née en 1833.

### Études
Chaim Ozer Grodzieński étudie dans les yeshivas d'Eišiškės et de Valojyn où il écoute fréquemment les cours du rabbin Haïm Soloveitchik. Déjà jeune, il mérite de recevoir le titre de "d'excellence en Torah". A 20 ans, il épouse la petite-fille du rabbin Israël Salanter, fondateur du mouvement du Moussar. 

### Vilnius
Après la mort de son beau-père, en 1887, Grodzieński devient l'un des dayans (juge du tribunal religieux rabbinique) de Vilnius. Depuis l'époque du Gaon de Vilnius, Vilnius n'a jamais eu un rabbin officiel et le rabbinat était composé de grands décisionnaires.
En 1896 décéda le rabbin de Kaunas Yitzchak Elchanan Spektor qui fut le leadeur spirituel du judaïsme russe et lituanien. Son rôle fut cédé à Reb Chaim Ozer alors qu'il n'avait à cette époque que 33 ans.

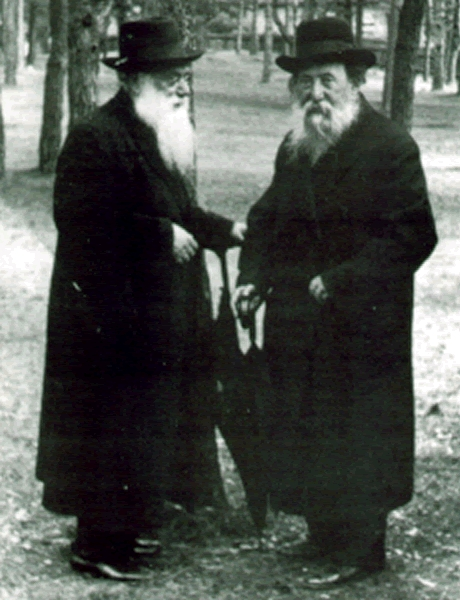
Le rabbin Shimon Shkop avec le rabbin Chaim Ozer Grodzinski

Reb Chaim Ozer fut l'un des initiateurs de la conférence orthodoxe de Vilnius en 1909, au cours de laquelle fut fondée l'organisation orthodoxe Knesset Israël. 

### Première Guerre mondiale
Au moment de la Première Guerre mondiale, il reçut une ordonnance de partir pour la Sibérie. Il se sauva à Homiel, et, de là-bas, il partit vers Dnipropetrovsk, et y resta jusqu' en 1919. A son retour, Vilius fut rattaché à l'Etat polonais qui se reconstitua sur ce territoire après 123 ans d'occupation russe.

### Conférence de Katowice
Il participe à la conférence de Katowice en 1912, qui donne la naissance au mouvement Agoudat Israel au sein duquel il joue un rôle de premier plan. L’Agoudat Israël prônait la stricte observance de la loi religieuse et la non reconnaissance de l’Etat laïque d’Israël. Centré autour d'un "Conseil des Sages de la Torah", elle luttait contre les modernistes sionistes, libéraux et socialistes. Reb Chaim Ozer  est l'un des principaux opposants aux tendances de modernisation de la vie juive et à la désintégration des communes juives de Pologne et de Lituanie, en particulier le sionisme et l'enseignement de matières laïques. 

### Autorité
Son œuvre principale est "A’hi’ézèr", en trois volumes qui parut respectivement en 1922, 1925 et 1939. Il contribue à consolider sa réputation comme l'une des plus importantes autorités du talmud en Pologne. Ce livre est considéré jusqu'à aujourd'hui comme un des livres les plus fondamentaux de questions-réponses.

### Seconde Guerre mondiale
En septembre 1939, la ville de Vilnius est envahie par les Soviétiques. Reb Chaim Ozer travaille alors sur le quatrième volume de cet ouvrage. Sa présence à Vilnius attire vers cette ville des professeurs et des étudiants des yeshivas des territoires occupés par l'Union soviétique. 

### Mort
Il meurt le 9 août 1940 à la suite d'une longue maladie.

### Famille
Il épouse en premières noces Leah Alteh Grodzinski (Grodnensky), née le 8 juin 1863 à Vilnius et morte le 30 janvier 1921.	
Après la disparition de sa première femme, il épouse Yakha Grodzenski (Yacha Kahana-Shapira (Atlas)), veuve du rabbin Yehuda Kahana-Shapira, la fille du rabbi Meir Atlas, rabbin de Šiauliai.  Elle est née en 1877 à Telšiai et meurt assassinée par les nazis, en 1941 à Vilnius, en Lituanie.
Par sa seconde épouse, il a pour beau-frère, le rabbin Elchonon Wasserman dont l'épouse est Michla (Mina) Wasserman (Atlas).
Il est le père de Malka Hinda Grodzinski, née le 15 février 1891 et morte le 20 février 1911, à l'âge de 20 ans, à Vilnius, des suites d'une pneumonie. Elle est son unique enfant, fille de son premier mariage.